# 池田清秋

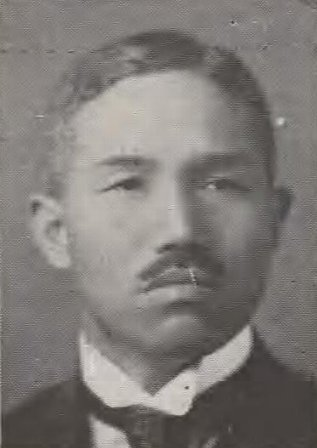
池田清秋

池田 清秋（いけだ せいしゅう、1879年（明治12年）9月10日 – 1966年（昭和41年）11月2日）は、日本の衆議院議員（立憲民政党）。弁護士。

## 経歴
千葉県安房郡平群村（現在の南房総市）出身。日露戦争に従軍後、1908年（明治41年）に日本大学法律科を卒業。さらに中央大学高等研究科を卒業した。判事検事登用試験に合格し、司法官試補となった。その後、弁護士を開業し、さらに東京市会議員に選ばれた。
1936年（昭和11年）、第19回衆議院議員総選挙に出馬し、当選。第20回衆議院議員総選挙でも再選を果たした。
その後、蒲田女子高等学校理事・校長を務めた。